# A Festa É Nossa
A Festa É Nossa foi um programa humorístico exibido em 1983 através da TV Globo, com redação de Roberto Silveira, direção de Lúcio Mauro e direção geral de Adriano Stuart. Era exibido todos os domingos, às 18 horas.

## Formato
O programa colocava um único cenário - uma cobertura semelhante a uma casa, com deck com piscina e pista de dança - com vários ambientes um elenco de humoristas, atores e modelos, com participações especiais indo de artistas plásticos, atletas a políticos. A abertura, gravada no Alto da Boa Vista era composta por uma série de gags, mostrava a chegada dos convidados à festa.
Dirigido por Lúcio Mauro e por Adriano Stuart, o programa era gravado no Teatro Fênix, na cidade do Rio de Janeiro. O mordomo de Agildo Ribeiro era interpretado por Paulo Silvino, sempre à espreita de uma oportunidade de se dar bem com as mulheres. O programa também contava com a participação de comediantes como Chico Anysio, Costinha, Lúcio Mauro e o trio de trapalhões Dedé Santana, Mussum e Zacarias, que à época estavam brigados com Renato Aragão.
Segundo Agildo Ribeiro, A Festa É Nossa inspirava-se no humorístico britânico Penthouse